# Departament I MSW
Departament I Ministerstwa Spraw Wewnętrznych – istniejący w latach 1956–1990 organ w strukturze Ministerstwa Spraw Wewnętrznych PRL, stanowiący część Służby Bezpieczeństwa MSW, zajmujący się wywiadem („zdobywaniem tajnych dokumentów i informacji dotyczących politycznych, ekonomicznych, militarnych i wywiadowczych planów i zamierzeń skierowanych przeciwko Polskiej Rzeczypospolitej Ludowej i krajom obozu socjalistycznego”). W maju 1990 Departament I MSW, jako część Służby Bezpieczeństwa MSW, został rozwiązany na mocy przepisów o likwidacji SB. Nowe zadania związane z wywiadem suwerennego państwa przejął Zarząd Wywiadu UOP.

## Powstanie wywiadu cywilnego w powojennej Polsce
Po utworzeniu Resortu Bezpieczeństwa Publicznego przy Polskim Komitecie Wyzwolenia Narodowego 21 lipca 1944 w jego strukturach od grudnia 1944 znajdował się Samodzielny Wydział Wywiadu, na czele którego stał pełniący obowiązki dyrektora płk Stefan Antosiewicz. Wydział był jednak zbyt mały i miał niewielkie pole działania. Ograniczał się przeważnie do zbierania informacji o przeciwnikach nowego reżimu komunistycznego i o bardzo rozgałęzionym podziemiu zbrojnym, które powstawało w okupowanej Polsce od początku II wojny światowej.
Cywilną służbę wywiadowczą formalnie utworzono 2 stycznia 1945 jako Wydział Wywiadu Ministerstwa Bezpieczeństwa Publicznego.

### Zmiany
5 miesięcy później, 21 czerwca 1945, Wydział Wywiadu MBP przemianowano na Wydział II Samodzielny MBP. W tym samym czasie w ZSRR doszło do ujednolicenia wywiadu cywilnego (1 Zarządu MGB ZSRR) i wywiadu wojskowego GRU pod nazwą Komitet Informacji. 17 lipca 1947 biorąc przykład lub wykonując polecenia doradców radzieckich z MGB ZSRR i MWD ZSRR Wydział II Samodzielny MBP połączono z wywiadem wojskowym (Oddziałem II Sztabu Generalnego WP) tworząc Departament VII MBP.
Po niemal trzyletnim okresie unifikacji z Oddziałem II Sztabu Generalnego Wojska Polskiego, 5 czerwca 1950 wywiad cywilny został ponownie wyodrębniony, choć zachował nazwę „Departament VII Ministerstwa Bezpieczeństwa Publicznego”.

### Zwolnienia i zadania
Z 359 dotychczasowych pracowników centrali zwolniono aż 185, tworząc jednocześnie nowe etaty – 565 stanowisk, w tym 173 niejawne.
Zakres działań wywiadu z końca 1950 obejmował:
1. prowadzenie wywiadu polityczno-ekonomicznego i emigracyjnego, na terenie całej kapitalistycznej Europy, Ameryki Północnej i Południowej,
2. ochronę placówek Polski Ludowej za granicą,
3. zapewnienie łączności szyfrowej i pocztowej,
4. sprawdzanie i opiniowanie kandydatów do pracy w Ministerstwie Spraw Zagranicznych i Ministerstwie Handlu Zagranicznego.

W maju 1954 do zakresu zadań dodano obowiązek prowadzenia wywiadu naukowo-technicznego, zwiększając jednocześnie stan obsady etatowej o 20 osób.

### Zmiany z 1954 i wywiad nielegalny
Po likwidacji Ministerstwa Bezpieczeństwa Publicznego wywiad cywilny włączono w skład Komitetu do spraw Bezpieczeństwa Publicznego, jako Departament I.
Zakres jego terytorialnych zainteresowań obejmował wówczas, oprócz europejskich państw kapitalistycznych, także USA, Kanadę, Meksyk, Brazylię, Argentynę i Izrael. Ponadto do zadań włączono (według oficjalnego określenia) „obowiązek zainteresowania się Watykanem jako obiektem zasadniczym”. Jednocześnie Departament I KdsBP zaczął tworzyć struktury tzw. wywiadu nielegalnego.

## Departament I MSW
W listopadzie 1956 cywilną służbę wywiadowczą włączono jako Departament I do Ministerstwa Spraw Wewnętrznych. Zmiany organizacyjne (w przeciwieństwie do pozostałych jednostek Służby Bezpieczeństwa, gdzie zwolniono bardzo dużą liczbę pracowników) były niewielkie, a liczbę pracowników ograniczono o około 70 osób.

### Zakres pracy Departamentu I MSW z grudnia 1956
Zakres pracy Departamentu I MSW zatwierdzony 12 grudnia 1956 r., obejmował:
1. zdobywanie tajnych dokumentów i informacji dotyczących politycznych, ekonomicznych, militarnych i wywiadowczych planów i zamierzeń skierowanych przeciwko Polskiej Rzeczypospolitej Ludowej i krajom obozu socjalistycznego,
2. rozpracowywanie w krajach kapitalistycznych działalności obcych wywiadów skierowanych przeciwko PRL i umożliwienie organom Służby Bezpieczeństwa w kraju przeciwdziałanie tej działalności,
3. rozpracowywanie wrogiej działalności ośrodków politycznych i wywiadowczych emigracji polskiej w celu sparaliżowania ich działalności na kraj oraz inspirowanie różnego rodzaju pociągnięć neutralizujących reakcyjną emigrację polityczną,
4. zdobywanie informacji i dokumentacji z zakresu najnowszych osiągnięć naukowych i postępu technicznego w krajach kapitalistycznych na zapotrzebowanie poszczególnych resortów gospodarczych i instytucji naukowych PRL,
5. ujawnianie planów Watykanu i innych ośrodków religijnych zmierzających do prowadzenia działalności antypaństwowej w kraju.
6. prowadzenie w krajach kapitalistycznych specjalnych przedsięwzięć operacyjnych o charakterze politycznym,
7. organizacja i zapewnienie łączności szyfrowej i kurierskiej z placówkami PRL za granicą,
8. zabezpieczenie oficjalnych placówek PRL za granicą przed penetracją wrogiego kontrwywiadu.

Do krajów stanowiących przedmiot głównego zainteresowania Departamentu I MSW zaliczano
1. Niemcy Zachodnie
2. Stany Zjednoczone Ameryki
3. Wielką Brytanię
4. Francję
5. Watykan

Prowadzono także działalność wywiadowczą na terytorium krajów pomocniczych, m.in.:
1. Włoch
2. Austrii
3. Szwajcarii
4. Belgii
5. Szwecji
6. Holandii
7. Danii
8. Izraela
9. Kanady
10. Brazylii
11. Meksyku
12. Argentyny

#### Działalność w Watykanie
Na rzecz Departamentu I w Rzymie pracowali przede wszystkim funkcjonariusze SB, oficjalnie zatrudnieni jako dyplomaci na stanowiskach sekretarzy ambasady (jednym z takich oficerów był Edward Kotowski) oraz jako funkcjonariusze nielegalni np. „Lakar”, czyli funkcjonariusz Andrzej Madejczyk prowadzący Konrada Hejmo OP. Ich zadaniem było budowanie agentury (głównie wśród duchowieństwa), za pomocą której starano się dotrzeć do Sekretariatu Stanu czy Instytutu Polskiego. Sieć współpracowników miała dostarczać informacji o skuteczności polityki dezinformacyjnej, a także kreować tę politykę.

### Struktura w 1956 r.
W 1956 skład struktury Departamentu I wchodziły następujące jednostki organizacyjne:
- Wydział I

Organizował tzw. rezydentury nielegalne, działające poza oficjalnymi placówkami PRL za granicą oraz nadzorował i zapewniał ich funkcjonowanie, w organizacji pracy agenturalnej wydział uwzględniał także działania dywersyjne.
- Wydział IA

Zaopatrywał wydziały operacyjne i rezydentury nielegalne w środki techniczne, wykonywał wszelkie czynności konieczne do organizowania nielegalnych wyjazdów pracowników kadrowych i agentury za granicę, zaopatrywał ich w dokumenty legalizacyjne, organizował łączność bezosobową oraz prowadził szkolenie w dziedzinie techniki operacyjnej dla kandydatów na nielegalne wyjazdy, zajmował się problemami legalizacji pobytu oficerów wywiadu nielegalnego za granicą oraz zapewnienia im łączności radiowej z centralą.
- Wydział II

Odpowiadał za prowadzenie wywiadu na terytorium Stanów Zjednoczonych Ameryki, Kanady, Meksyku, Brazylii, Argentyny, oraz Izraela.
- Wydział III

Prowadził wywiad na terenie Republiki Federalnej Niemiec, Austrii, oraz Berlina Zachodniego.
- Wydział IV

Zajmował się prowadzeniem wywiadu na terytorium – Francji, Watykanu, Włoch, Szwajcarii, Belgii, Holandii.
- Wydział V

Rozpracowywał reakcyjne ośrodki emigracji polskiej na terenie tych krajów, gdzie istniały największe skupiska polonijne.
- Wydział VI

Prowadził wywiad naukowo-techniczny w rozwiniętych technicznie krajach kapitalistycznych.
- Wydział VII

Odpowiadał za prowadzenie wywiadu na terytorium – Wielkiej Brytanii, Danii i Szwecji.
- Wydział VIII

Zajmował się doborem i werbunkiem agentury na terenie kraju i kierował pracą grup operacyjnych na terenie województw w kontakcie z innymi departamentami.
- Wydział IX

Opracowywał materiały agenturalne i sporządzał informacje dla kierownictwa partii i rządu, opracowywał oceny materiałów agenturalnych analizował poszczególne problemy związane z zakresem pracy Departamentu I.
- Wydział X

Typował i dobierał kandydatów do pracy w Departamencie I oraz obsługiwał wszelkie sprawy personalne pracowników.
- Wydział XI

Prowadził sprawy finansowe Departamentu I związane z pracą centrali i rezydentur, załatwiał sprawy mieszkaniowe pracowników, zarządzał obiektami specjalnymi i garażami, obsługiwał sprawy mundurowe i zabezpieczał mienie pracowników rezydentur.
- Sekretariat Ogólny

Prowadził ewidencję operacyjną i archiwum wyłącznie na potrzeby Departamentu I, dzięki czemu agentura wywiadu była nieindentyfikowalna dla pracowników innych departamentów Służby Bezpieczeństwa. Wykonywał prace fotolaboratoryjne, obsługiwał wysyłanie i odbiór poczty operacyjnej na linii centrala – rezydentury oraz nadzorował pracę hali maszyn do pisania.
- Samodzielna Sekcja A

Zapewniała łączność szyfrową z rezydenturami.
- Samodzielna Sekcja B

Zajmowała się zabezpieczeniem oficjalnych placówek PRL przed penetracją obcych kontrwywiadów oraz zdobywaniem agentury wewnątrz obcych służb.
- Szkoła Departamentu I

Przygotowywała kandydatów do pracy w Departamencie I i szkoliła pracowników. Prowadziła szkolenie zawodowe – nauka języków obcych, nauka o terenie, szkolenie operacyjne.
Struktura Departamentu I przez kolejne 2 lata praktycznie pozostawała bez zmian, jedynie Wydział X przekształcono 1 sierpnia 1958 r. w Samodzielną Sekcję K.

### Zmiany organizacyjne w 1961 roku
Po kolejnych zmianach organizacyjnych w 1961 roku:
- Wydział I

Szkolenia operacyjne i językowego,
- Wydział II

Działań operacyjnych w krajach trzeciego świata,
- Wydział III

Ochrona kontrwywiadowcza,
- Wydział IV

Działalność wywiadowcza w obu Amerykach, Wielkiej Brytanii,
- Wydział V

Działania w krajach niemieckojęzycznych i Skandynawii,
- Wydział VI

Działania we Francji, Włoszech z Watykanem i w Belgii,
- Wydział VII

Odpowiedzialny za wywiad naukowo-techniczny (WNT),
- Wydział VIII

Rozpracowujący ośrodki emigracji politycznej i dywersji ideologicznej,
- Wydział IX

Zapewniający środki techniki operacyjnej,
- Wydział X

Analityczno-informacyjny,
- Wydział XI

Administracyjno-gospodarczy,
- Wydział Ogólny

Ewidencja i archiwum operacyjne.
- Samodzielna Sekcja Szyfrów
- Samodzielna Sekcja Kadr
- Samodzielna Sekcja Fotograficzna

Terenowymi ekspozyturami wywiadu były Samodzielne Grupy Specjalne w Komendach Wojewódzkich MO. Po ich zlikwidowaniu w 1963 zadania przejęli starsi inspektorzy w Inspektoratach Kierownictwa SB KW MO. W 1975 utworzono stanowiska starszych inspektorów przy zastępcach komendantów wojewódzkich MO ds. SB (od 1983 przy zastępcach szefów WUSW ds. SB), natomiast w większych województwach istniały Inspektoraty I KW MO/WUSW.

### Utworzenie Zarządu WNT w 1973 roku
Kolejną zmianą było utworzenie w 1973 roku w miejsce Wydziału VII zajmującego się WNT (wywiadem naukowo technicznym) zarządu VII WNT w skład którego wchodziły:
- Wydział I Zarządu VII

współpraca z przemysłem, opracowywanie i wykorzystywanie materiałów zdobywanych przez WNT
- Wydział II Zarządu VII

zdobywanie informacji z zakresu przemysłu chemicznego i farmaceutycznego,
- Wydział III Zarządu VII

zdobywanie informacji z zakresu przemysłu elektromaszynowego,
- Wydział IV Zarządu VII

zdobywanie informacji z zakresu przemysłu ciężkiego,
- Wydział V Zarządu VII

wywiad ekonomiczno-prognostyczny.

### Zmiany w 1977 roku
W 1977 roku nastąpiły zmiany struktury wywiadu związane z dezercją por. Andrzeja Kopczyńskiego, który po udzieleniu przez władze RFN azylu politycznego ujawnił wywiadowi amerykańskiemu informacje objęte tajemnicą państwową.
Przyjęto następującą strukturę:
- Wydział I

kierowanie operacjami przeciwko RFN,
- Wydział II

kierowanie operacjami przeciwko USA,
- Wydział III

kierowanie operacjami przeciwko pozostałym krajom NATO i Watykanowi,
- Wydział IV (od 1984)

współpraca z przemysłem, opracowywanie i wykorzystywanie materiałów zdobywanych przez WNT,
- Wydział V

zdobywanie informacji z zakresu przemysłu ciężkiego,
- Wydział VI

zdobywanie informacji z zakresu przemysłu elektromaszynowego,
- Wydział VII

zdobywanie informacji z zakresu przemysłu chemicznego i farmaceutycznego,
- Wydział VIII

wywiad ekonomiczno-prognostyczny
- Wydział X

kontrwywiad zagraniczny,
- Wydział XI

zwalczanie dywersji ideologicznej,
- Wydział XII

organizowanie inspiracji i specjalnych przedsięwzięć,
- Wydział XIV

wywiad nielegalny,
- - Najszerzej znanym funkcjonariuszem tego wydziału był Marian Zacharski, obecnie emerytowany generał brygady.
- Wydział XV

technika operacyjna,
- Wydział XVI

sprawy kadrowe i szkoleniowe, koordynacja działań jednostek terenowych Departamentu I MSW w kraju,
- Wydział XVII

informacje i analizy,
- Wydział XVIII

ewidencja operacyjna, archiwum, PSED
- Wydział XIX

administracyjno-finansowy.

### Personel Departamentu I oraz TW i informatorzy
Departament I Ministerstwa Spraw Wewnętrznych liczył 1600–1700 pracowników, z czego 400–500 pracowało w charakterze oficerów operacyjnych w warszawskiej centrali i w osiemnastu rezydenturach zagranicznych.
Dynamicznie wzrastała także liczba tajnych współpracowników (OZI, KO) wywiadu cywilnego. O ile w 1951 na kontakcie Departamentu VII MBP (wywiadu) było tylko 19 agentów wywiadu, to już cztery lata później było ich 245, a do końca 1959 stan sieci agenturalnej wzrósł do 373 informatorów. W ciągu następnego roku wyeliminowano mniej wartościową część agentury i 31 grudnia 1960 jej stan obniżył się do 320 osób.
Z tej liczby wykorzystywano do rozpracowania:
- centralnych aparatów państwowych – 20 agentów
- burżuazyjnych partii politycznych – 15 agentów
- ośrodków wywiadu i kontrwywiadu – 19 agentów
- ośrodków rewizjonistycznych – 13 agentów
- Watykanu i podległych mu ośrodków – 16 agentów
- zagadnień naukowo-technicznych – 68 agentów
- emigracji polskiej – 58 agentów
- innych – 112 agentów

Spośród nich 90 informatorów działało na terenie RFN, 45 we Francji, 32 w Wielkiej Brytanii i tylko 11 w Stanach Zjednoczonych.

## Szkoły wywiadowcze
Do 1956, czyli do czasu przejęcia wywiadu przez MSW po likwidacji KdsBP, przygotowanie kandydatów do pracy w wywiadzie odbywało się w Szkole Oficerskiej Departamentu VII (odpowiedzialnego za działania wywiadowcze) MBP, a następnie w Szkole Oficerskiej Departamentu I Komitetu ds. Bezpieczeństwa Publicznego w Warszawie przy ulicy Długiej 44/50. Jedynie w niewielkim zakresie (nie licząc sporej liczby oficerów przyszłej kadry Resortu Bezpieczeństwa Publicznego, późniejszego ministerstwa, przeszkolonej w kwietniu 1944 w Kujbyszewie i innych ośrodkach NKWD) szkolenia prowadzono w Związku Radzieckim w szkołach często zmieniających nazwę resortów, którym podlegał wywiad (NKWD, NKGB, MGB, MWD, KI, KGB). W latach 1950–1956 co roku przez takie szkoły przechodziło 6 do 8 osób. Wyjątkiem były lata 1955–1956, gdy w Moskwie przeszkolono 80 pracowników wywiadu.
W latach 1956–1971 przygotowywanie kadr na rzecz szpiegostwa całkowicie przejęła Szkoła Wywiadu („Szkoła Departamentu I”), zlokalizowana w stylowym pałacu przy ulicy Ksawerów 13 w Warszawie. Od 1971 funkcję tę przejął „Ośrodek Kształcenia Kadr Wywiadu”, utworzony na terenie dawnej bazy Sicherheitsdienst i Abwehr (dziś działa jako „Ośrodek Szkolenia Agencji Wywiadu”) w Starych Kiejkutach.

## Kontrola – „radzieccy doradcy”
Uzależnienie i podległość polityczna PRL-u wobec Związku Radzieckiego, widoczne na każdym kroku w powojennej Polsce, miały szczególne znaczenie w kierownictwie i strukturze administracyjnej służb specjalnych, a więc również w cywilnych organach bezpieczeństwa wywiadu i kontrwywiadu podległych MBP, a także w wojskowym kontrwywiadzie i bezpieczeństwie podległym Głównemu Zarządowi Informacji WP/MON/KdsBP i w wojskowym wywiadzie – oddziale II Sztabu Generalnego LWP (od 1951 zarządzie).
Kontrolę tych organów, które obok wojska były głównym gwarantem stabilności nowego komunistycznego systemu w powojennej Polsce i innych krajach oddanych pod wpływy radzieckie pod koniec II wojny światowej, Moskwa sprawowała za pomocą tzw. doradców radzieckich. Byli to radzieccy funkcjonariusze kontrwywiadu wojskowego Smiersz (do 1946), funkcjonariusze (NKWD), następnie po 1946 MGB a dokładnie III Zarządu Głównego tej instytucji, aż wreszcie funkcjonariusze łącznikowi przy warszawskiej rezydenturze KGB, wszyscy w stopniach oficerskich. Wywiad wojskowy podlegał kontroli GRU. Poza oficjalną funkcją „doradcy” byli oficerami prowadzącymi agentów (TW) ulokowanych jako funkcjonariusze PRL-owskich służb specjalnych, przy czym wykorzystywano wcześniejszą współpracę donosicielską np. okresu z II wojny światowej. Podległość tak nadzorowanych polskich funkcjonariuszy była całkowita.
Pierwszym głównym radzieckim doradcą przy MBP był twórca polskich i wschodnioniemieckich organów bezpieczeństwa (Stasi) wówczas komisarz BP 2 rangi od 9.07.1945 generał pułkownik Iwan Sierow, jeden z wyższych rangą funkcjonariusz NKWD i wieloletni zastępca Ł. Berii. Jako doradca NKWD przy Ministerstwie Bezpieczeństwa Publicznego osobiście, jako „generał Iwanow”, przeprowadził w 1945 uwięzienie 16 przywódców Polski Podziemnej.
Liczba radzieckich doradców w Departamencie VII MBP (później Departamencie I KdsBP) nie przekraczała pięciu osób. Według pułkownika Henryka Bosaka, oficera wywiadu MSW, do 1954 było ich trzech-czterech, a później tylko dwóch. Mieli do dyspozycji własne gabinety w gmachu Departamentu oraz dostęp do najbardziej tajnych dokumentów wywiadu, w tym także do ewidencji tajnych współpracowników, operujących za granicą.
Sposób sprawowania nadzoru zmieniono w 1956. Od tego czasu szef oficerów łącznikowych KGB do spraw wywiadu zajmował jednocześnie stanowisko I zastępcy szefa Misji Łącznikowej KGB przy Ministerstwie Spraw Wewnętrznych. Tożsamość informatorów podlegała ochronie, natomiast zasadniczą formą współdziałania obu służb stało się przekazywanie zdobytych informacji. W tym celu ograniczono krąg osób upoważnionych do kontaktów z oficerami KGB do dyrektora Departamentu I i jego zastępców; mimo tego, oczywiście, nieoficjalnie Rosjanie przychodzili „na herbatę” także do naczelników poszczególnych wydziałów. Narzędziem zwiększenia formalnie poluzowanej kontroli KGB nad polskim wywiadem stały się ponadto werbunki zaufanych oficerów. KGB zwerbowało m.in. naczelnika Wydziału VI Departamentu I MSW ppłk. Michała Goleniewskiego, który był uważany za męża zaufania NKWD i KGB w polskich strukturach wywiadowczych, a który później został podwójnym agentem CIA i w 1961 uciekł na Zachód.
Według oceny jednego z byłych pracowników Departamentu I, po 1956 i w latach 60. uzależnienie od Rosjan było nadal ogromne, choć już nie tak jawne jak pod koniec lat 40. i na początku lat 50. XX w.
Poza współpracą z KGB w 1956 roku Departament I zawarł formalne umowy o wymianie informacji z wywiadami NRD, Czechosłowacji, Węgier, Rumunii oraz Bułgarii. Nakładały one obowiązek zbierania informacji, mających znaczenie dla obozu socjalistycznego.
Patrz również: Aparat radzieckich organów bezpieczeństwa publicznego w PRL.

## Afery
W latach 70. i 80. PRL-owskie służby specjalne zostały w jeszcze większym stopniu niż poprzednio wciągnięte do wewnętrznych rozgrywek politycznych. W rezultacie zdekonspirowania operacji „Zalew”, polegającej na nielegalnym, a nawet kryminalnym pozyskiwaniu dewiz i innych walorów na Zachodzie, po dojściu do władzy Edwarda Gierka w 1970 przeprowadzono czystkę personalną w MSW. Podobny charakter miała i podobnie się zakończyła operacja „Żelazo”, z tym że chodziło wówczas o zniknięcie z kas wywiadu ogromnych ilości precjozów i walut. Rzecz ujawniono w 1984 w celu kompromitacji członka Biura Politycznego KC PZPR, byłego szefa Departamentu I, a następnie wiceministra i ministra spraw wewnętrznych gen. Mirosława Milewskiego. Sprawa ta zmusiła Departament I do nagłego odwołania z niektórych państw zachodnich dobrze ulokowanej tam agentury. Odwołano 117 osób, co nie uchroniło 20 funkcjonariuszy przed aresztowaniem.

## Wzrost etatów w latach 1980–1989
Do niebywałego rozrostu etatowego Ministerstwa Spraw Wewnętrznych doszło w latach 1980–1989, za kierownictwa gen. Czesława Kiszczaka. Wiązało się to z sytuacją polityczną w kraju, a zwłaszcza z wprowadzeniem stanu wojennego 13 grudnia 1981. W okresie konfrontacji z „Solidarnością” organ wywiadu MSW ze swymi zagranicznymi odpowiednikami, m.in. z NRD-owskim Hauptverwaltung Aufklärung – Głównym Zarządem Wywiadowczym MBP NRD – Stasi prowadził skomplikowaną grę operacyjną, która, jak twierdzą jego szefowie, przyniosła pełny sukces. Jednocześnie struktury Departamentu I były używane, zwłaszcza w początkowym okresie stanu wojennego, do zwalczania „Solidarności” w kraju.

## Wywiad a SB
Wiele kontrowersji budziła i nadal budzi, szczególnie w debacie politycznej i wśród części historyków, kwestia przynależności cywilnego wywiadu PRL do struktur Służby Bezpieczeństwa MSW PRL. Z aktów prawnych regulujących działalność Departamentu I wynika, że wywiad PRL (jak i kontrwywiad oraz pozostałe departamenty) zawsze był częścią składową SB MSW, a tylko, w odróżnieniu od pozostałych jednostek operacyjnych MSW, posiadał odrębne przepisy regulujące zasady działalności operacyjnej funkcjonariuszy. Tej przynależności zaprzeczają z własnego interesu byli funkcjonariusze „jedynki” (np. gen. Gromosław Czempiński), chcąc uciec od złego imienia „bijącego ramienia partii”. Oddzielnymi częściami MSW były natomiast np. straż pożarna i Milicja Obywatelska, co wynika już choćby z zakresu czynności i kompetencji podsekretarzy stanu w MSW.
Zarządzenie nr 0045/70 ministra spraw wewnętrznych z 17 maja 1970:
„Departament I MSW jest jedyną jednostką w systemie służby bezpieczeństwa upoważnioną do organizowania wywiadu za granicą”.
Mimo że gen.dyw. Czesław Kiszczak w 1981 dokonał (tylko na szczeblu centralnym) podziału na Służby Bezpieczeństwa, Wywiadu i Kontrwywiadu oraz Zabezpieczenia Operacyjnego, to również kolejne zarządzenie nr 00102 ministra spraw wewnętrznych z 9 grudnia 1989 określa:
„Jednostkami operacyjnymi Służby Bezpieczeństwa MSW są:
Departament I, Departament II, Departament Ochrony Konstytucyjnego Porządku Państwa, Departament Ochrony Gospodarki, Departament Studiów i Analiz oraz odpowiadające im komórki organizacyjne (stanowiska) WUSW (SUSW) i RUSW (równorzędne)”.
Departament I był więc od początku integralną częścią SB MSW. Sztucznego oddzielenia wywiadu i kontrwywiadu od reszty jednostek dokonano dopiero po przemianach Okrągłego Stołu w celu zmniejszenia liczebności etatów w SB. Przygotowywano się w ten sposób do uniknięcia przez funkcjonariuszy weryfikacji mającej nastąpić w nowych warunkach politycznych.

## Generalne zmiany
W maju 1990 Departament I Służby Bezpieczeństwa MSW został zlikwidowany. Zadania związane z wywiadem przejął Zarząd Wywiadu Urzędu Ochrony Państwa, zajmującego się wywiadem, kontrwywiadem i wewnętrznym bezpieczeństwem państwa. W czerwcu 2002 – po likwidacji UOP – jego kompetencje rozdzielono na dwie odrębne instytucje. W sensie organizacyjnym było to ostateczne odejście od sowieckiego wzorca służb specjalnych jako monolitu i przyjęcie europejskich standardów podziału służb na działające w kraju i za granicą. Kompetencje wywiadu cywilnego przejęła Agencja Wywiadu, pozostałe zadania wykonuje Agencja Bezpieczeństwa Wewnętrznego.

## Kierownictwo wywiadu
Naczelnicy Wydziału Wywiadu / Wydziału II Samodzielnego MBP:
- por./kpt./mjr Stefan Antosiewicz (p.o.) (28 grudnia 1944 r. – 4 kwietnia 1945 r.)
- mjr/ppłk Julian Konar (p.o.) (4 kwietnia 1945 r. – 20 czerwca 1945 r.)
- ppłk Juliusz Burgin (21 czerwca 1945 r. – 19 czerwca 1947 r.)
- gen. bryg. Wacław Komar (20 czerwca 1947 r. – 16 lipca 1947 r.)

Dyrektorzy Departamentu VII MBP / Departamentu I KdsBP:
- gen. bryg. Wacław Komar (17 lipca 1947 r. – 31 maja 1950 r.)
- ppłk Witold Sienkiewicz (1 czerwca 1950 r. – 9 grudnia 1954 r.)
- płk Józef Czaplicki (p.o.) (1 stycznia 1955 r. – 1 lutego 1956 r.)
- płk Józef Czaplicki (1 lutego 1956 r. – 28 listopada 1956 r.)

Dyrektorzy Departamentu I MSW:
- płk Witold Sienkiewicz (28 listopada 1956 r. – 6 kwietnia 1961 r.)
- płk Henryk Sokolak (6 kwietnia 1961 r. – 15 stycznia 1969 r.)
- płk Mirosław Milewski (15 stycznia 1969 r. – 24 stycznia 1971 r.)
- płk/gen. bryg. Józef Osek (1 listopada 1971 r. – 30 listopada 1974 r.)
- gen. bryg. Jan Słowikowski (1 grudnia 1974 r. – 1 grudnia 1981 r.)
- płk Fabian Dmowski (1 stycznia 1982 r. – 26 września 1983 r.)
- gen. bryg. Zdzisław Sarewicz (26 września 1983 r. – 1 listopada 1989 r.)
- płk Henryk Jasik (1 listopada 1989 r. – 31 lipca 1990 r.)

## Znani funkcjonariusze
- Gromosław Czempiński
- Henryk Jasik
- Henryk Bosak
- Mariusz Kazana
- Bogdan Libera
- Aleksander Makowski
- Andrzej Maronde
- Sławomir Petelicki
- Zdzisław Przychodzień[7] – zdobył informacje dotyczące m.in. Minutemana III, Patriot[8][9]
- Tomasz Turowski
- Piotr Wroński
- Marian Zacharski
- Włodzimierz Sokołowski

## Znani agenci wywiadu
- William Bell
- Harry Houghton
- James Harper
- Rudy Schiller